# Rafał Kurzawa
Pour les articles homonymes, voir Kurzawa.
Rafał Kurzawa, né le 29 janvier 1993 à Wieruszów, est un footballeur international polonais. Il joue au poste d'ailier gauche au BBT Nieciecza.

## Biographie

### Formation et débuts
Passé par plusieurs clubs amateurs, Rafał Kurzawa tape dans l'œil du Górnik Zabrze en 2010, et notamment de Dariusz Koseła, l'un des formateurs, finaliste des Jeux olympiques d'été de 1992 et qui remarque déjà sa « sérénité, technique et lecture du jeu ». Il est alors engagé pour intégrer l'équipe réserve du Górnik, qui est réinscrite en Młoda Ekstraklasa (championnat des réserves de clubs de première division). Durant deux saisons, il alterne entre la réserve et l'équipe junior, qui devient vice-championne de Pologne en 2011. Il est par la suite prêté au ROW Rybnik, avec lequel le club de Zabrze entretient de bonnes relations et prête plusieurs jeunes chaque saison.
Il y fait ses débuts en 29 août 2012, en troisième division, et ce premier prêt est réussi puisque Kurzawa joue 32 matchs et termine premier de la division avec Rybnik.

### S'impose en première division polonaise
Avec le club du Górnik Zabrze, il inscrit quatre buts en deuxième division polonaise lors de la saison 2016-2017.
La saison suivante, il devient le meilleur passeur de première division et aide son club à se qualifier pour la Ligue Europa, une première depuis plus de vingt-cinq ans. Il est aussi élu meilleur milieu de terrain du championnat.

### Signe dans le championnat de France
Le 7 août 2018, libre de tout contrat, il s'engage avec l'Amiens SC, treizième du dernier championnat de France. Il avait auparavant repoussé plusieurs propositions provenant de Turquie, plus lucratives. Le 18 août 2018, il joue son premier match avec Amiens, lors de la deuxième journée de Ligue 1, en entrant en jeu à la 71e minute à la place de Quentin Cornette.
Le 15 septembre 2018, il marque son premier but avec Amiens face à Lille, mais il n'empêchera pas la défaite de son équipe (2-3).

### Prêt à l'Esbjerg fB
Le 26 janvier 2019, il est prêté avec option d'achat, jusqu'à la fin de la saison à l'Esbjerg fB.

## Statistiques
| Saison                | Club                  | Championnat           | Championnat | Championnat | Coupe nationale | Coupe nationale | Coupe de la Ligue | Coupe de la Ligue | Pologne | Pologne | Total | Total |
| Saison                | Club                  | Division              | M.          | B.          | M.              | B.              | M.                | B.                | M.      | B.      | M.    | B.    |
| 2012-2013             | ROW Rybnik (prêt)     | 3                     | 32          | 3           | -               | -               | -                 | -                 | -       | -       | 32    | 3     |
| 2013-2014             | ROW Rybnik (prêt)     | 2                     | 17          | 1           | 1               | 1               | -                 | -                 | -       | -       | 18    | 2     |
| Sous-total            | Sous-total            | Sous-total            | 49          | 4           | 1               | 1               | -                 | -                 | -       | -       | 50    | 5     |
| 2013-2014             | Górnik Zabrze         | 1                     | 5           | 0           | -               | -               | -                 | -                 | -       | -       | 5     | 0     |
| 2014-2015             | Górnik Zabrze         | 1                     | 12          | 0           | 1               | 0               | -                 | -                 | -       | -       | 13    | 0     |
| 2015-2016             | Górnik Zabrze         | 1                     | 23          | 1           | 1               | 0               | -                 | -                 | -       | -       | 24    | 1     |
| 2016-2017             | Górnik Zabrze         | 2                     | 33          | 4           | 2               | 1               | -                 | -                 | -       | -       | 35    | 5     |
| 2017-2018             | Górnik Zabrze         | 1                     | 36          | 2           | 5               | 2               | -                 | -                 | 4       | 0       | 45    | 4     |
| Sous-total            | Sous-total            | Sous-total            | 109         | 7           | 9               | 3               | -                 | -                 | 4       | 0       | 122   | 10    |
| 2018-2019             | Amiens SC             | 1                     | 3           | 1           | -               | -               | -                 | -                 | 2       | 0       | 5     | 1     |
| Sous-total            | Sous-total            | Sous-total            | 3           | 1           | -               | -               | -                 | -                 | 2       | 0       | 5     | 1     |
| Total sur la carrière | Total sur la carrière | Total sur la carrière | 161         | 12          | 10              | 4               | -                 | -                 | 6       | 0       | 177   | 16    |

### Sources
- Grégory Sokol, « Le Kurzawa du Mondial », So Foot,‎ 24 juin 2018 (lire en ligne)